# Vĩnh Trụ
	Vĩnh Trụ		là một xã thuộc tỉnh Ninh Bình, Việt Nam. Trụ sở xã nằm cách phường Hoa Lư - trung tâm tỉnh lỵ Ninh Bình 43 km về phía Bắc.		
Theo Nghị quyết số 1674/NQ-UBTVQH15 ngày 16/6/2025 về sắp xếp các đơn vị hành chính cấp xã của tỉnh Ninh Bình năm 2025, 	sắp xếp thị trấn Vĩnh Trụ, xã Nhân Chính và xã Nhân Khang thành xã mới có tên gọi là xã Vĩnh Trụ.	
Xã Vĩnh Trụ	có diện tích:	17,59	km², 	dân số:	36.158	người, mật độ dân số: 	2056	người/km². 	Đây là đơn vị có diện tích xếp thứ:	121	, số dân xếp thứ: 	37	và mật độ dân số xếp thứ: 	9	trong số 129 xã, phường ở Ninh Bình.
Xã này nằm trên Quốc lộ 38B.

## Địa lý
Thị trấn Vĩnh Trụ nằm ở phía tây huyện Lý Nhân, có vị trí địa lý:
- Phía đông và phía bắc giáp xã Đức Lý
- Phía tây giáp huyện Bình Lục
- Phía nam giáp xã Nhân Khang.

Thị trấn Vĩnh Trụ có diện tích 5,11 km², dân số năm 2018 là 10.886 người, mật độ dân số đạt 2.130 người/km².

## Lịch sử
Phần lớn địa bàn thị trấn Vĩnh Trụ trước đây vốn là xã Đồng Lý thuộc huyện Lý Nhân.
Ngày 13 tháng 2 năm 1987, Hội đồng Bộ trưởng ban hành Quyết định số 26/HĐBT thành lập thị trấn Vĩnh Trụ trên cơ sở 175,84 ha với 3.518 người của xã Đồng Lý và 3,15 ha của xã Đức Lý.
Đến năm 2018, thị trấn Vĩnh Trụ có diện tích 1,92 km², dân số là 5.622 người, mật độ dân số đạt 2.928 người/km². Xã Đồng Lý có diện tích 3,19 km², dân số là 5.264 người, mật độ dân số đạt 1.650 người/km².
Ngày 17 tháng 12 năm 2019, Ủy ban Thường vụ Quốc hội ban hành Nghị quyết số 829/NQ-UBTVQH14 về việc sắp xếp các đơn vị hành chính cấp huyện, cấp xã thuộc tỉnh Hà Nam (nghị quyết có hiệu lực từ ngày 1 tháng 1 năm 2020). Theo đó, sáp nhập toàn bộ diện tích và dân số của xã Đồng Lý vào thị trấn Vĩnh Trụ.

## Kinh tế - xã hội

### Giáo dục
Một số trường học trên địa bàn thị trấn:
- Trường Chính trị - Quản lý xã hội
- Trường Trung cấp nghề Lý Nhân
- Trường THPT Lý Nhân
- Trung tâm GDNN-GDTX huyện Lý Nhân
- Trường THCS chuyên Nam Cao
- Trường THCS thị trấn Vĩnh Trụ
- Trường tiểu học thị trấn Vĩnh Trụ
- Trường mầm non Liên Cơ
- Trường mầm non Vĩnh Trụ.

## Giao thông
Thị trấn Vĩnh Trụ nằm bên đường quốc lộ 38B nối từ Hải Dương tới Ninh Bình đi qua. Có 2 tỉnh lộ 471 và 472 chạy xuyên qua trung tâm Thị trấn theo hướng Bắc - Nam và Đông - Tây với chiều dài gần 1 km và 3 km chiều dài đã được nâng cấp đạt tiêu chuẩn quốc gia. Hiện tại, thị trấn đang hoàn thiện và xây dựng tỉnh lộ 499 và đường đô thị ven sông Châu Giang. Mạng lưới giao thông hầu hết đã rải nhựa hoặc đổ bê tông xi măng; tỷ lệ đường rộng trên 20m chiếm 15,7%, mật độ đường giao thông đạt 12 km/km². Trong đó bến xe trung tâm (còn gọi bến xe Vĩnh Trụ) nằm ở ngã tư Gốc Gạo có sức chứa 20 xe ô tô khách các loại, phục vụ buôn bán lưu thông hàng hoá.
Các đường phố trên địa bàn thị trấn:
- Đường Trần Hưng Đạo
- Đường Trần Nhật Duật
- Đường Trần Nhân Tông
- Đường Trần Quang Khải
- Đường Trần Thánh Tông
- Phố Phạm Văn Vượng
- Phố Phạm Tất Đắc
- Phố Vũ Văn Lý
- Phố Nguyễn Phúc Lai

## Du lịch
- Nhà thờ Vĩnh Trụ
- Ao cá Bác Hồ
- Đình Vĩnh Trụ
- Chùa Vĩnh Trụ
- Đình Mai Xá, còn được gọi là Đình Cháy, thờ hai vị Thành hoàng. Đình bị thực dân Pháp đốt cháy vào khoảng năm 1950, được phục dựng vào ngày 7 tháng 1 năm 2010.
- Chùa Mai Xá
- Nhà thờ Công Xá
- Miếu Mai Xá
- Nhà thờ Mai Xá.
- Văn chỉ Vĩnh Trụ
- Đền Đông Vị
- Đền Tây Vị
- Nhà thờ Vĩnh Trụ